# コール オブ デューティ モバイル
コール オブ デューティ モバイル（英: Call of Duty: Mobile）は、TiMi Studiosが開発しアクティビジョンがAndroidとiOS向けにリリースした基本プレイ無料のファーストパーソン・シューティングゲーム。略称は「CoD:M」。

## 開発とリリース
アクティビジョン・ブリザードが「キャンディークラッシュ」のデベロッパー「King」を59億ドルで正式に買収した1年以上後の2017年4月、KingはCall of Dutyをベースとした新作モバイルゲームを開発中であることが明らかになり、同社のサイトの求人情報にもその件が掲載された。当初の作品名が「Call of Duty: Legends of War」であった本作は、2018年12月15日にオーストラリアでAndroidデバイスを対象としたクローズドのアルファテストが開始され、その後ベータテストが行われた。やがて2019年3月に正式に発表され、アクティビジョンの西部開発スタジオの代わりに中国のテンセントゲームズの子会社「Timi Studios」が開発を主導することも併せて発表された。
2019年7月18日にカナダとオーストラリアでソフトローンチ（限られた地域でのみリリースしてユーザーの反応を見て修正する手法）され、8月15日にペルーでも利用可能になった。その後2019年10月1日に正式に配信された（ベルギー、中国本土、ベトナムを除く）。
リリース初月に本作は1億4800万回以上ダウンロードされ、約5400万ドルの収益を生み出し、モバイルゲーム史上最大の開始となった。2019年末、リリースから3か月で1億8000万回ダウンロードされ、2019年第4四半期で最も多く、2019年で2番目に多くダウンロードされたゲームとなった。

## ゲームプレイ
本作は2種類のゲーム内通貨とバトルパスを備えており、1つはミッションをクリアすることで無課金でも獲得できるクレジット（C）、もう1つは現実世界の金で購入する必要があるCODポイント（CP）である。CPについては、支払いをせずともゲーム全てをプレイできるが、一部の専用キャラクターと武器スキンはCODポイントでしか購入できない
ゲームモードは大きくマルチプレイヤー（MP）、バトルロイヤル（BR）、ゾンビに分けられる。

### マルチプレイヤー
5対5の2チームに分かれて戦闘が繰り広げられるモード。通常マッチとランクマッチがあり、ランクマッチはシーズンごとにそのランクに応じて報酬が与えられる。キル数を競うTEAM DEATHMATCH、拠点を奪い合うDOMINATION、HARDPOINT、爆弾を設置する側と守る側に分かれて戦うSEARCH & DESTROYなどの常設モードに加え、より大人数・広いマップによる戦闘のGROUND WAR、増やし鬼形式のATTACK OF THE UNDEADなどの期間限定モードがある。
プレイヤーはマッチ開始時に10個のロードアウトの中から任意のものを選択する。ロードアウトにはメイン武器、サブ武器、リーサル、タクティカル、オペレータースキル、スコアストリーク、PERK、ソルジャーが含まれる。メイン武器はアサルトライフル、LMG、SMG,スナイパーライフル、ショットガン、マークスマンが含まれる。サブ武器はハンドガンやランチャー、近接武器が含まれる。メイン武器とハンドガンはガンスミスによって見た目と性能を大きく変えることができる。また、設計図や迷彩を適用することでも見た目は変化する。また、2025年4月のアップデートでワイルドカードが実装され、「PERKグリード：レッド」、「タクティカルシフト」、「オーバーキル」、「ボマー」の4つが追加された。PERKグリード：レッドは、新たに一つの赤PERKを追加する。タクティカルシフトは、タクティカルとリーサルを１つずつ持つのではなく、タクティカルを２つもつことができる。オーバーキルは、サブ武器のの代わりにメイン武器を持つことができる。ボマーはタクティカルとリーサル1つずつではなくリーサルを2つもつことができる。

### バトルロイヤル
バトルロイヤルは最大100人のプレイヤーが大規模マップでプレイするモード。ランクマッチのみで通常マッチは存在しない。マップはISOLATED、BLACKOUTに加え、小規模マップのALCATRAZがある（ただし専用モード）。プレイヤーは1人、2人、4人のいずれかの編成でプレイする。また、一人称視点（FPP）でプレイするか三人称視点（TPP）でプレイするかを選択できる。
マッチの待機時間及び蘇生後の飛行機中で、クラスを選択できる。クラスはそれぞれにパッシブスキルとアクティブスキルが1つずつ設定されており、パッシブスキルによって大きく5つに分けられる。
ゲーム開始時はマップ上空を一直線に飛行する（飛行路はマッチ毎に異なる）航空機に搭乗している。複数人編成の場合、いつどこで降下し始めるかを決めるジャンプリーダーが自動的に設定されるが、プレイヤーは自分で降下することもできる。1人プレイヤーの場合はいつでも降下できる。
降下直後、各プレイヤーは任意の近接武器一つのみを装備している。マップには武器、弾薬、サイトやスコープ、武器Mod、アーマープレートが散在しており、プレイヤーは生き残りながら他チームのメンバーをキルするためにそれらを用いる。マルチプレイヤーと同様に、同じチームのプレイヤーはお互いをキルすることはできない。プレイヤーが死亡すると、ドッグタグが載った箱が死亡地点に出現する。プレイヤーのチームメイトはこのドッグタグを回収し、プレイヤーを蘇生させることができる。蘇生されたプレイヤーは別の飛行機に乗ってマップに再び降下するが、マッチ開始時と異なり、MW11ハンドガンを装備している。
マップ上の安全地帯はゲームが進むにつれて縮小していき、安全地帯外にいるプレイヤーは体力が減少していく（最終的に死亡する）ため安全地帯への移動を余儀なくされ、必然的にプレイヤー同士の距離が次第に縮まっていく。他のチームとの戦闘を経て最後まで生き残ったチームがゲームに勝利する。
バトルロイヤルではマルチプレイヤーとは異なり、100ある体力の他に通常だと最大150、キネティックアーマーオーバーチャージャーを使うと200あるアーマー値が存在する。爆発や銃撃、落下などに起因するダメージはアーマー値から削られていき、アーマー値がゼロになって初めて直接体力が削られる。ノヴァガスと、エリアダメージ（プレイヤーが安全地帯外にいるときに受けるダメージ）は体力が直接削られる。
試合の最中には空からエアドロップやアーセナルエアドロップが落ちてくる。エアドロップでは高ティア物資を、アーセナルでは自分が事前にカスタマイズした5つの武器の中から任意のもの1つを手に入れることができる。
また、武器Modを武器につけることで、反動安定性や射程距離、マガジン容量などを強化することができる。白、緑、青、紫、金の順に強くなり、金Modは通常の効果に加えて特殊効果が与えられる。
バトルロイヤルのマップでは、道路の各所や街の周囲に車両が生成される。1〜4人乗りがあり、各車両は耐久値とスピード、加速力やハンドリングのしやすさなどの違いがある。また、車両をHPが設定されているオブジェクトに衝突させた場合、相手側のHPが衝突時のスピードなどを元に減る。破壊不能オブジェクト又は車両に衝突した場合、銃撃された場合は車両の耐久値が減る。耐久値が0に達した瞬間に爆発し、広範囲にダメージを与える。爆発後は廃車の形をした破壊不能オブジェクトに変化する。

### ゾンビ
ゾンビモードにはZOMBIES CLASSICとUNDEAD SIEGEの2つがある。
ZOMBIES CLASSICでは、死の沼というマップでウェーブ形式で襲い来るゾンビに立ち向かう。ノーマル、ハードコア、エンドレスの3つの難易度があり、ノーマル、ハードコアは最後にボスゾンビを倒してゲームクリアになる一方、エンドレスはその名の通りプレイヤーが蘇生不可になるまでマッチが続く。
UNDEAD SIEGEはバトルロイヤルのマップで行われる。物資を集めてタレットと呼ばれる兵器を強化しながら、ゾンビにコントロールセンターが破壊されないように立ち回る。カジュアル、ハード、ナイトメアの３つの難易度があり、物資を集める昼とゾンビが襲ってくる夜を繰り返しながら、一定期間ゾンビに耐えきるとゲームクリアになる。

### トーナメント
毎週期間限定で開催されているモード。1試合ごとにプレイヤーの順位やパフォーマンスに応じて王冠が獲得でき、王冠が一定数集まると報酬が手に入る。トーナメントシーズンごとに報酬であるトーナメント迷彩は変化するが、プレイによって過去のトーナメント迷彩も手に入れることができる。期間中はマルチプレイヤーとバトルロイヤルに1つずつトーナメント用モードが設置される。

## コラボレーション
- モンスターエナジーとコラボしゲーム内にて限定アイテムが配布された。
- 一周年記念イベントの際にアイドルグループ「BiSH」とコラボし、ゲーム内で期間限定アイテムが販売され、ゲームに合わせた曲が作成された。
- ランボーと、ダイ・ハードとのコラボが2021シーズン3,4にあり、マルチプレイヤーで8人のFFA形式で戦い、敵を倒しポイントをゲットした後それを引き換えにデュアルチョッパーを持ったランボーと、ダイ・ハードになれるというモードが実装された。
- ハロウィンテーマである2021シーズン9では、ホラー映画『SAW』とコラボし、コラボスキンなどが販売された。
- 2021シーズン11ではエナジードリンクのZONeとコラボし、限定の迷彩の武器や投擲物のほか、武器XPが24時間に渡って2倍になるカードを製品を買うことで入手することができた。
- 2022シーズン3,11ではスヌープ・ドッグとコラボし、彼のスキンとレジェンド武器が販売された。
- 2022シーズン7では攻殻機動隊 SAC 2045とコラボし、草薙素子とトグサのスキンが実装されたほか、SwitchBrade X9のミシック迷彩には日本語ボイスが収録された。
- 2022シーズン10ではネイマール、メッシ、ポール・ポグバとコラボした。
- 2023シーズン4ではケビン・デュラントとコラボし、彼のスキンとレジェンド武器が販売された。
- 2023シーズン5ではクラッシュ・バンディクーとコラボした。
- 2023シーズン10ではウォークラフト ランブルとコラボした。

## 評価
レビュー収集サイトのMetacriticによれば、Call of Duty Mobileは概ね好評を博した。IGNのカイル・ヒリアードはCall of Duty: Mobileを「大フランチャイズが携帯型のプラットフォームでこれまでにない最高のものになったことを表している。金を使わなくてもレベル上げはやりがいがあり、印象的なバトルロイヤルモードなどの数多くのモードの間を飛び回れる」と記述した。GameSpotのアレサンドロ・バーボサは「本作の厄介なマイクロトランザクションメニューとわずかな時間節約のための購入以上に主要シリーズの爽快で速いペースのマルチプレイヤーアクションを忠実に再現することを損なうようなものはCall of Duty Mobileにはほかにあまりない」と述べた。スコア無しのレビューでポリゴンのアンドリュー・ヘイワードもまた本作を称賛し、「Call of Duty Mobileは昔からのマルチプレイヤーのフォーマットを深く妥協したり、水で薄めたりするようなものではなく、まさにCall of Dutyのように感じる」と述べた。
米調査会社Sensor Towerの発表によれば、本作は配信開始から一週間で1億ダウンロードを突破し、『マリオカート ツアー』や『PUBG mobile』（PUBG）などの記録を超え「モバイルゲーム史上最大のローンチ（開始）」となった。

### 受賞
| 年   | 賞                                   | 部門                                      | 結果       | 脚注   |
| ---- | ------------------------------------ | ----------------------------------------- | ---------- | ------ |
| 2019 | en:Hollywood Music in Media Awards   | Song/Score - Mobile Video Game            | ノミネート | [ 23 ] |
| 2019 | en:The Game Awards 2019              | Best Mobile Game                          | 受賞       | [ 24 ] |
| 2020 | en:23rd Annual D.I.C.E. Awards       | Portable Game of the Year                 | ノミネート | [ 25 ] |
| 2020 | NAVGTR Awards                        | Original Dramatic Score, Franchise        | ノミネート | [ 26 ] |
| 2020 | Game Developers Choice Awards        | Best Mobile Game                          | ノミネート | [ 27 ] |
| 2020 | en:SXSW Gaming Awards                | Mobile Game of the Year                   | ノミネート | [ 28 ] |
| 2020 | en:16th British Academy Games Awards | EE Mobile Game of the Year                | 受賞       | [ 29 ] |
| 2020 | 18th Annual G.A.N.G. Awards          | Best Sound Design in a Casual/Social Game | 受賞       | [ 30 ] |